# 馮浩 (乾隆進士)
馮浩（1719年—1801年），字養吾，號孟亭，浙江桐鄉縣人，清朝政治人物，進士出身。

## 生平
乾隆十三年（1748年）戊辰科進士，改庶吉士，授編修，官至御史。預修《續文獻通考》，以病告歸，講課於常州、浙東、浙西諸書院。對李商隱詩頗有研究。

## 身后
冯浩墓在海盐县澉浦镇邵湾山。

## 著作
著有《孟亭詩集》、《玉溪生詩集箋注》三卷、《樊南文集詳註》八卷等。

## 家族
長子馮應榴、次子馮集梧皆有文名。